# 日本國鐵DF90型柴油機車
DF90型柴油机车（日语：DF90形ディーゼル機関車）是日本國有鐵道的电力传动柴油機車車型之一，由日立制作所于1956年设计制造。该型机车属于实验性车型，仅试制了一台并未投入批量生产。

## 开发背景
1950年代初，受到美国和联邦德国（西德）大力推动牵引动力内燃化改革的影响，日本国有铁道也开始计划非电气化干线的牵引动力现代化。随着旧金山和平条约的签订，日本在1952年完成了从统制经济到市场经济的转变，正式结束了石油制品统制制度，日本国铁随即恢复新型柴油机车的研制工作。在国铁柴油机车处于开发和摸索阶段的1950年代，日本国内的铁路机车制造商先后试制了一系列原型车，日本国铁并与制造商订立了车辆贷借契约，以租借的名义将这些原型车纳入国铁车辆编制及进行试验，1956年研制成功的DF90型柴油机车即为其中之一。DF90型柴油机车是由日立制作所自行研制的电力传动柴油机车，也是当时日本国铁功率最大的柴油机车，只需一台机车即可代替C62型或D52型蒸汽機車。机车装用一台曼恩集团的V8V22/30 A.m.A.型柴油机，小时制装车功率达到1900马力。

## 运用历史
1957年6月，日本国铁从日立制作所借入DF90 1号机车，并配属於水户铁道管理局水户机关区，投入当时仍然是非电气化二级线路的常磐線使用，主要担当常磐線旅客列车的牵引任务，「北上号」急行列车在上野至水户间一般固定使用DF90型柴油机车牵引。这台机车落成当初使用国铁标准的葡萄色涂装。1958年5月，第一届亚洲铁道首脑会议（Asian Railways Conference）在东京召开之际，DF90、DF41型柴油机车均在国铁大井工厂对外展出，其中DF90 1号机车还披上了奶油色和橘红色构成全新涂装。
1961年，日本国铁正式从日立制作所购入这台机车，并对机车作出了一些改造以尽量减轻轴重，例如减少空气压缩机与散热器的数量以及冷却水和燃料的储备量，使运转整备重量降至92吨，并恢复为原本的葡萄色涂装。1964年，常磐線基本完成电气化改造后，DF90 1号机车转配属秋田机关区，与同区之DF50型柴油机车共通运用，并改用灰色和红色构成的国铁柴油机车新标准涂装。但由于机车轴重较大加上检修维护不便等原因，DF90 1号机车自1966年4月以后就停运及封存，至1971年2月10日正式除籍报废，在东能代机关区存放一段时间后被解体处理。

## 技术特点

### 总体布置
DF90型柴油机车是客货运通用的电力传动柴油机车，采用底架承载的全钢焊接结构非贯通箱型车体，车体外形与同时期的EF58型电力机车较为相似。车体底架是由四根槽钢和钢板焊接而成的箱型钢结构，侧墙采用轧制钢板和构件组成的轻量化钢结构。车体两端各设有一个司机室，司机室内机车运行方向的左侧设有司机操纵台，右侧设有副司机座席及手制动手柄，司机室两侧设有供乘务员乘降的侧门。车体中部是设有各种机械及电气装置的动力室，动力室前后还各设有一个冷却室，并设有贯通式双侧内走廊连接两端司机室。
动力室内安装了一套柴油发电机组，牵引发电机上方装有涡轮增压器，并设有励磁机、励磁电阻器、膨胀水箱、机油滤清器、机油冷却器、辅助发电机、控制电器柜等配套设备，动力室内每边侧墙上各设有二个进风通风窗和三个采光玻璃窗。冷却室设有油水系统冷却装置，包括柴油机和机油热交换器的冷却水散热系统，冷却室顶部装有一个轴流式冷却风扇，两边侧墙上各设有一个通风百叶窗和大型散热器，冷却风扇经百叶窗口吸入冷风再从车顶排出热风；通风百叶窗口装有美国愛美克（AAF）制造的板式空气过滤器，具有除尘效率好和通风阻力低的优点；冷却室内还设有牵引电动机通风机、电动空气压缩机、空气制动装置。车体下方除了有两台转向架之外，之间还吊挂着一个2800升的燃油箱、两个总风缸和蓄电池组。

### 柴油机
DF90型柴油机车装用一台从联邦德国进口、曼恩集团制造的V8V22/30 A.m.A.型柴油机，是当时同功率等级当中重量及尺寸较小的中速柴油机，因此较适合应用于受轴重限制的窄轨柴油机车。该型柴油机是一种四冲程、16气缸、水冷式、废气涡轮增压的V型中速柴油机，气缸直径为220毫米，活塞行程为300毫米，气缸夹角为45°。小时功率为1900马力（1417千瓦），额定转速为每分钟950转。持续功率为1680马力（1253千瓦），额定转速为每分钟900转。单位燃料消耗量为157（+10%）克/有效马力·小时，柴油机净重量为9500公斤。

### 传动系统
传动系统使用直—直流电传动装置，柴油机直接驱动一台直流牵引发电机，并将发出的直流电供给六台并联的直流牵引电动机。机车装用一台独立励磁的EFC10-SP型牵引发电机，额定功率为1100千瓦，额定电压为500伏特，额定电流为2200安培，额定转速为每分钟900转，电枢及定子绕组均采用F级绝缘，冷却方式为半密闭式强迫通风；当柴油机启动时牵引发电机亦作为起动电动机，改由蓄电池供电。
每个转向架装有三台HS-274-Ar-17型带补偿绕组的串励直流牵引电动机，额定功率为165千瓦，额定电压为500伏特，额定电流为367安培，额定转速为每分钟740转，额定励磁率为68%，电枢及定子绕组均采用H级绝缘，冷却方式为半密闭式强迫通风。为了扩大机车的的恒功率调速范围，还可以对牵引电动机进行二级磁场削弱，磁场削弱率分别为50%和30%。
DF90型柴油机车装有一台1.5千瓦的励磁机，用来供给牵引发电机励磁电流，并使牵引发电机具有恒功率励磁特性。机车具有自动负荷调节装置，司机控制器的9个级位分别对应特定的柴油机转速，当司机用控制器给定柴油机功率时，自动调节系统对柴油机高压油泵和牵引发电机励磁进行联合调节。

### 转向架
机车走行部为两台三轴不等轴距无摇枕转向架，构架采用“目”字形的一体化铸钢结构，轴箱采用导框式定位结构，一系悬挂装置为轴箱顶端构架侧梁内的螺旋弹簧。由于三轴转向架的固定轴距较长，因此采用了带弹性橡胶衬套的圆柱滚子轴承，使转向架通过曲线时各车轴能够具有少许横动量，以降低轮对对钢轨产生的横向侧压力。每个转向架设有两个摩擦式旁承，以支承车体重量的垂直载荷；而牵引力和制动力通过中心销传递。基础制动装置采用双侧踏面制动。牵引电动机采用轴悬式驱动方式，输出的扭矩通过一级减速齿轮传递给轮对，牵引齿轮传动比为17：76。